# Piobbico
Piobbico är en ort och kommun i provinsen Pesaro e Urbino i regionen Marche i Italien. Kommunen hade 1 916 invånare (2018).